# Peru (Vermont)
Peru es un pueblo ubicado en el condado de Bennington en el estado estadounidense de Vermont. En el año 2010 tenía una población de 375 habitantes y una densidad poblacional de 3,87 personas por km².

## Geografía
Peru se encuentra ubicado en las coordenadas 43°14′38″N 72°53′54″O / 43.24389, -72.89833.

## Demografía
Según la Oficina del Censo en 2000 los ingresos medios por hogar en la localidad eran de $47,188 y los ingresos medios por familia eran $54,063. Los hombres tenían unos ingresos medios de $31,000 frente a los $25,208 para las mujeres. La renta per cápita para la localidad era de $28,546. Alrededor del 0.7% de la población estaba por debajo del umbral de pobreza.